# Tasman Series 1975
Tasman Series 1975 var ett race som vanns av Warwick Brown.

## Delsegrare
| Datum       | Bana             | Vinnare         |
| ----------- | ---------------- | --------------- |
| 4 januari   | Levin            | Graeme Lawrence |
| 12 januari  | Pukekohe         | Warwick Brown   |
| 19 januari  | Wigram           | Graham McRae    |
| 26 januari  | Teretonga        | Chris Amon      |
| 2 februari  | Oran Park        | Warwick Brown   |
| 9 februari  | Surfers Paradise | Johnnie Walker  |
| 16 februari | Adelaide         | Graeme Lawrence |
| 23 februari | Sandown          | John Goss       |

## Slutställning
| Plats | Förare          | Poäng |
| ----- | --------------- | ----- |
| 1     | Warwick Brown   | 31    |
| 2     | Graeme Lawrence | 30    |
| 3     | Johnnie Walker  | 30    |
| 4     | John McCormack  | 23    |
| 5     | Chris Amon      | 17    |
| 6     | John Goss       | 13    |
| 7     | Graham McRae    | 12    |
| 8     | Kevin Bartlett  | 12    |